# 阿马多·布杜
阿马多·布杜（西班牙語發音：[aˈmaðo βuˈðu]，1962年11月19日—）是阿根廷一名商人与政府决策者，他曾于2011年至2015年期间任职阿根廷副总统和2009年至2011年任职经济部部长。
2018年8月，阿马多·布杜经过长时间调查，被判处腐败罪。布杜被判入狱5年10个月，并终身禁止担任政府公职。

## 早年经历
阿马多·布杜于1962年出生于布宜诺斯艾利斯。他的父亲也叫阿马多，出生于法国阿韦龙省后移民到阿根廷。阿马多父亲出生的地方名叫“艾梅（Aimé）”，这也成了两人的昵称。 阿马多·布杜在阿根廷海滨城市马德普拉塔长大，后就读于该地的马德普拉塔国立大学，并在该校获得经济学学位。熟悉阿马多·布杜的人称他是一个善于交际的人，并且擅长弹奏低音吉他。在阿马多·布杜的学生时代，他曾在马德普拉塔举办过多场摇滚音乐会；这其中包括一个多达15,000人参与的节日聚会。
阿马多·布杜在大学毕业之后继续进修了经济学研究生课程，并获得了私人研究机构阿根廷宏观经济研究中心的经济学硕士学位。该中心因支持新自由主义和自由市场经济政策而在当地享有盛名。 研究生毕业后，阿马多·布杜进入一家当地的卫生服务公司“文图里诺·尔素公司（Venturino Ehisur S.A.）”当销售员。在其任职期间，他代表公司与多家医院签署了有利可图的大合同，因此他在1992年被公司提拔为政府合同办公室总经理。然而，当一家顶级市政客户在1995年终止合同后，这家公司倒闭了。 此后，他成为另一家卫生服务公司“伊可普拉塔公司（”的共同创始人和项目经理。伊可普拉塔公司与维拉格塞尔、皮纳马等度假城市签署了市政卫生合同。 1993年，阿马多·布杜与丹妮拉·安德廖诺（Daniela Andriuolo）结婚并在五年后离婚，两人并没有生育孩子。
1998年，阿马多·布杜开始进入公共服务部门。他在阿根廷宏观经济研究中心校友并时任阿根廷经济部部长罗克·费尔南德斯的介绍下进入国家社会保障局的审计办公室。 2001年2月，阿马多·布杜被任命为国家社会保障局的局长。正义党候选人胡安·巴勃罗·德·热苏斯（Juan Pablo de Jesús）当选为热门海滨度假城市海岸县的政府首长，这导致阿马多·布杜成为其下属的财务局局长。这开启了阿马多·布杜的公共政策决策者的生涯。
在阿马多·布杜任职财务局局长期间，他签署通过了时任总统内斯托尔·基什内尔推行的联邦住屋计划，这将使得当地获得486个针对低收入家庭的住屋。该住屋兴建合同于2005年5月以近千万美元的价格承包给当地的建筑商“坎拉特拉公司（Cantera FC）”。2006年1月，阿马多重返国家社会保障局工作。 由于坎拉特拉公司的原因导致行政计划崩盘，该公司于2007年6月放弃该工程时却已经收到工程款超过700万元，但是市政府却没有起诉该承包商。

## 从政生涯
在迭戈·波西欧重返国家社会保障局出任局长后，阿马多·布杜被调任该局的财务总监，这是仅次于局长一个职位。2006年12月，阿马多·布杜监督了价值数百万阿根廷比索的私人养老金账户资源转换为国家社会保障局监督下的养老金账户。2008年10月，在迭戈·波西欧成为总统内阁幕僚长这一强力职位后，阿马多·布杜成为国家社会保障局的局长。

### 脚注
1. 1 2  中文译名参考自纽约时报中文网报道《阿根廷总统的权力病》。

### 出典
1. 1 2  . Diario Perfil. 2011-07-08  [2018-08-13]. （原始内容存档于2015-02-13）.
2. ↑  . Página 12. 2012-11-15  [2018-08-13]. （原始内容存档于2018-08-12）.
3. ↑  . La Capital. 2011-09-08  [2018-08-13]. （原始内容存档于2015-02-13）.
4. ↑  . BBC News. 2018-08-07  [2018-08-12]. （原始内容存档于2021-01-17）.
5. 1 2 3 4 5  . La Nación.   [2018-08-13]. （原始内容存档于2018-08-10）.
6. 1 2 3  Amado Boudou: curriculum vitae （页面存档备份，存于） （西班牙文）
7. 1 2 3  Perfil (2008-10-25) （页面存档备份，存于） （西班牙文）

| 官衔                              | 官衔                       | 官衔                       |
| --------------------------------- | -------------------------- | -------------------------- |
| 前任者： 卡洛斯·拉斐尔·费尔南德斯 | 经济部部长 2009年–2011年   | 繼任者： 埃尔南·罗伦西诺   |
| 前任者： 胡里奥·科沃斯            | 阿根廷副总统 2011年–2015年 | 繼任者： 加布里埃拉·米凯蒂 |